# Varan – Das Monster aus der Urzeit
Varan – Das Monster aus der Urzeit (jap. 大怪獣バラン, Daikaijū Baran, dt. „Riesenmonster Baran/Varan“) ist ein japanischer Kaijū-Film aus dem Jahr 1958. Der Film, der von Regisseur Ishirō Honda für das Filmstudio Tōhō inszeniert wurde, ist der letzte Schwarzweißfilm Hondas. 

## Handlung
In einem abgelegenen Tal in Japan untersuchen zwei Entomologen den Grund, weshalb eine seltene Art von sibirischen Schmetterlingen auf der japanischen Insel lebt. Als die beiden Wissenschaftler unter mysteriösen Umständen umkommen, wird das von den Bewohnern eines nahegelegenen Dorfes auf die Ruhestörung ihres Berggottes Baradagi-Sanjin zurückgeführt. Eine weitere Expedition, die den Tod der Wissenschaftler aufklären soll, wird von einem Filmteam begleitet. Diese Expedition wird von dem Entomologen Kenji, das Filmteam von den Reportern Horiguchi und Yuriko geleitet. 
Die Truppe stößt auf ein Dorf, dessen Bewohner ein Ritual zur Besänftigung ihres Berggottes vollziehen. Der Priester warnt, dass die Anwesenheit der Gruppe den Berggott stören könnte. Als der Junge Ken, der seinen Hund sucht, vermisst wird, können Kenji und Horiguchi die Dorfbewohner gegen den Protest des Priesters zur Hilfe überreden. An einem See wird der Junge gefunden. Auch Yuriko, die selbständig nach dem Jungen gesucht hat, ist da. Die Freude ist kurz, denn eine monströse Kreatur taucht aus dem See auf und schlägt die Dorfbewohner in die Flucht. Das Monster verfolgt die Menschen und erreicht das Dorf. Am Dorfeingang tötet es den Priester, dann zerstört es die Hütten und zieht sich in den See zurück.
Das Militär wird benachrichtigt, das in der Nähe des Sees Stellung bezieht. Das Dorf wird evakuiert, Artillerie und Panzer werden in Stellung gebracht. Um das Monster aus dem See zu treiben, werden Giftstoffe eingeleitet. Als das Monster auftaucht, wird es beschossen. Allerdings ist der Beschuss erfolglos, das Militär muss sich zurückziehen. Auf dem Rückzug gerät Yuriko unter einen umstürzenden Baum. Kenji kann sie befreien und flüchtet mit ihr in eine Höhle. Das Monster versucht, in die Höhle einzudringen, wird jedoch von Leuchtgeschossen abgelenkt. Das Monster erklimmt einen Hügel, breitet Flügel aus und gleitet in Richtung Meer.
Am nächsten Tag wird ein Fischerboot an der Küste in der Nähe von Tokio zum Kentern gebracht. Die Armeeführung schickt eine Staffel Abfangjäger, doch das Monster lässt sich nicht aufhalten und nähert sich Tokio. Die Marine bringt Schlachtschiffe in Stellung, aber auch deren Angriff ist wirkungslos. Der Versuch, den Weg nach Tokio mit Minenräumbooten abzuriegeln, scheitert ebenso. Die Marine lässt nun Schlachtschiffe in der Bucht von Tokio Position beziehen, während Panzer beim Flughafen Tokio-Haneda in Stellung gehen. Die Geschütze werden mit verbessertem Schießpulver ausgestattet. Das Militär erwartet, während Tokio evakuiert wird, den Angriff des Monsters.
In der Nacht erreicht das Monster das japanische Mutterland. Zwar wird es sofort von den Streitkräften umzingelt, kann jedoch an Land gehen. Zur gleichen Zeit bringt Kenji einen Lastwagen, vollgeladen mit dem verbesserten Schießpulver, zur Rollbahn des Flughafens. Das Monster greift das Fahrzeug an, Kenji kann sich knapp in Sicherheit bringen. Das Fahrzeug explodiert, das Monster wird zu Boden geschleudert. Es steht jedoch wieder auf und greift die Soldaten an. Wieder werden Leuchtgeschosse zur Ablenkung eingesetzt, doch diesmal schnappt sich das Monster eines der Geschosse und frisst es. Daraufhin versehen die Schützen die Geschosse mit dem verbesserten Schießpulver. Das Monster schnappt sich zwei der Geschosse und frisst auch sie. Das erste Geschoss explodiert und bringt das Monster dazu, zum Meer zurückzukehren. Das zweite Geschoss explodiert unter Wasser und tötet das Monster.

## Kritiken
Dave Sindelar schreibt im Onlineportal Fantastic Movie Musings and Ramblings, der Film sei kein großer Sprung. Die Geschichte sei zwar schlüssig, aber unoriginell und vorhersehbar. Das größte Problem sei das Monster selbst, das letztendlich nur ein Godzilla-Imitat sei.
Stefan Dabrock lobt in seiner Filmbesprechung auf kino-zeit hingegen die exotische Atmosphäre und die einfallsreiche und spektakuläre Inszenierung des Kampfes zwischen dem Monster und dem Militär.

## Hintergrund
Der Film wurde am 14. Oktober 1958 in Japan uraufgeführt. 1962 wurde eine spezielle, um 17 Minuten gekürzte US-Fassung in die US-amerikanischen Kinos gebracht. In dieser Fassung wurden mehrere Originalszenen neu mit US-Schauspielern (u. a. Myron Healey) gedreht. In Deutschland erschien am 26. April 2011 die synchronisierte japanische Fassung auf DVD.
Das neue Filmmonster Varan war eine Mischung aus Flugdrache und Dinosaurier und ist seinem Vorgänger Godzilla nachempfunden. Erst 1968 tauchte Varan wieder in einem Monsterfilm auf, in Hondas Frankenstein und die Monster aus dem All. Szenen aus Varan – Das Monster aus der Urzeit wurden im Intro des 2004 entstandenen Godzilla: Final Wars genutzt.